# Amstelhof (buurt)

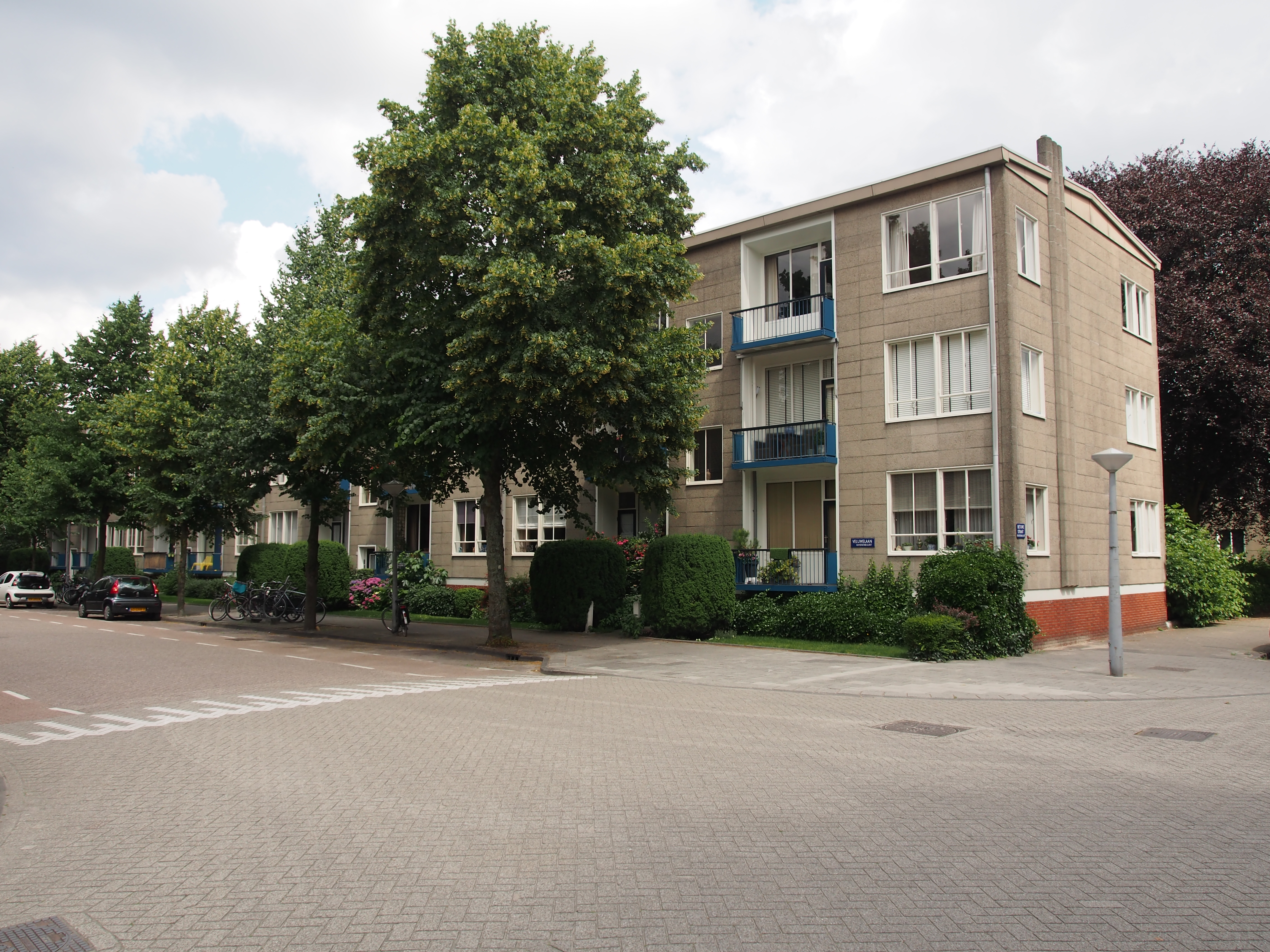
Veluwelaan / Betuwestraat

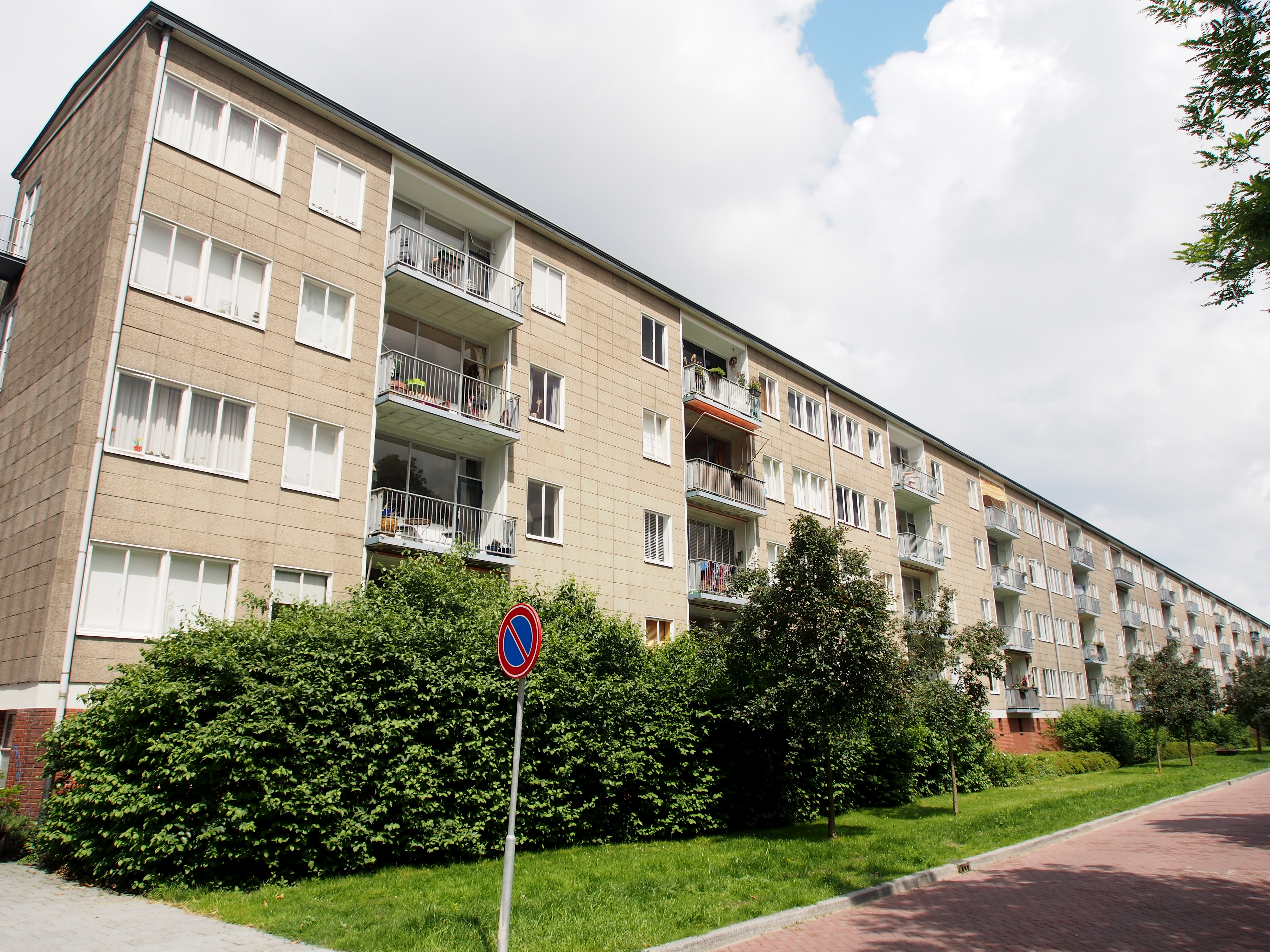
Baroniestraat (achterkant van een lang blok aan de Pres. Kennedylaan)

Amstelhof is een woningbouwcomplex in de Rivierenbuurt in het stadsdeel Zuid in Amsterdam. Het project wordt begrensd door de President Kennedylaan in het noorden, de Graafschapstraat in het westen, de Betuwestraat in het zuiden en het Baroniepad in het oosten.
Het door de architect J.F. Berghoef ontworpen ensemble, in 1951 en 1952 gebouwd, bestaat uit:
- aan de noordzijde: 96 woningen (waaronder drie dokterswoningen) in twee lange oost-west-georiënteerde portiekflats aan de Kennedylaan van vier woonlagen,
- 192 woningen in acht noord-zuid gerichte portiekflats van drie woonlagen en
- aan de oostzijde: 18 rijtjeswoningen (eengezinswoningen) aan de Stichtstraat in drie lage blokken van twee verdiepingen.
- Daarnaast zijn er drie winkels (met woningen), een benzinepomp met garage ten behoeve van autoreparatie, 57 garageboxen en een ketelhuis ten behoeve van de centrale blokverwarming (toen nieuw) gerealiseerd.

Net als het bekendere Sloterhof van 1959 in Slotervaart is dit bouwproject uitgevoerd in het zogenaamde Airey-systeem, dat gekenmerkt wordt door het gebruik van moderne industriële materialen en technieken, waarbij allerlei onderdelen fabrieksmatig waren geprefabriceerd. De woonblokken zijn opgebouwd uit vloeren en wanden van gewapend beton. De gevels zijn bekleed met betonplaten. De benedenverdiepingen (plint) van de blokken, waarin de ingangen met grote luifels, garageboxen en kelderboxen zijn ondergebracht, is in rode baksteen uitgevoerd. Dit was een van de eerste projecten waarbij een dergelijke situatie van garageboxen direct onder etagewoningen is toegepast. Aan de zuidkant van de lange blokken bevindt zich een 10 meter brede groenstrook, langs de Baroniestraat. Tussen de (kleinere) blokken van drie lagen bevinden zich binnentuinen.
Aan het project, dat als gevolg van de particuliere eigendomsverhouding en het uitblijven van grote investeringen nog grotendeels in originele staat verkeert, wordt een grote architectonische en stedenbouwkundige waarde toegekend. In 2009 werd een procedure gestart om aan dit complex de status van gemeentelijk monument toe te kennen, zoals eerder met Sloterhof was gebeurd. Na de fusie van de stadsdelen Oud-Zuid en Zuideramstel in 2010 werd Amstelhof opgenomen in het Gemeentelijk Monumenten Project Amsterdam-Zuid, hetgeen ertoe leidde dat het complex in februari 2014 op de gemeentelijke monumentenlijst werd geplaatst, dit betreft huizen aan de Baroniestraat, Graafschapstraat, Montferlandstraat, Kennedylaan, Sallandstraat, Stichtstraat en Veluwelaan.